# A Hard Day's Night (chanson)
Pour les articles homonymes, voir A Hard Day's Night.
Singles de The Beatles
Can't Buy Me Love/You Can't Do That
(1964) I Feel Fine/She's a Woman
(1964)
Pistes de A Hard Day's Night
I Should Have Known Better
(2)
A Hard Day's Night est une chanson des Beatles, écrite par John Lennon, avec la collaboration de Paul McCartney. Elle ouvre leur troisième album et leur premier film, éponymes. Également parue en single (avec Things We Said Today en face B), elle est disponible au Royaume-Uni en même temps que l'album, le 10 juillet 1964, jour de la première du film à Liverpool. Trois jours plus tard, le single est disponible aux États-Unis, quoique la chanson y soit déjà parue en album le 26 juin. En Angleterre comme en Amérique, la chanson se hisse au haut des meilleures ventes de disques.
Le morceau est notamment connu par son accord d'introduction, si caractéristique qu'il permet à lui seul d'identifier instantanément la chanson si on la connaît.
En 2003, elle est classée par Rolling Stone magazine au 153e rang  parmi les 500 meilleures chansons de tous les temps.

## Historique

### Composition
La chanson est composée dans l'urgence à partir d'un accident de langage de Ringo Starr. Il raconte : « On a eu une longue journée au studio, et on a bossé toute la journée puis finalement une partie de la nuit. Je crois que je suis sorti en pensant qu'il faisait toujours jour, et j'ai dit It's been a hard day… (« Ça a été une dure journée… »), puis j'ai regardé autour de moi pour me rendre compte qu'il faisait nuit et je me suis rattrapé : … night ! (« de nuit »). On est donc arrivés à A Hard Day's Night », explique Ringo Starr,. 
C'est John qui est le principal artisan de cette « chanson de commande », c'est-à-dire composée pour un besoin particulier. À ce point, le film des Beatles n'a pas encore de titre, pas plus que le disque qui doit l'accompagner, bien que la majorité des chansons soient déjà enregistrées. John Lennon, très friand de ce qu'il appelle les ringoïsmes, a déjà utilisé, quelque temps auparavant, cette expression dans un texte intitulé Sad Michael dans son livre In His Own Write. McCartney raconte que le 13 avril 1964, aux studios Twickenham, pendant une séance de remue-méninges pour trouver le titre du film avec Dick Lester, le réalisateur du film, et les producteurs Walter Shenson (en) et Bud Ornstein, quelqu'un du groupe suggère cette impropriété de langage de Ringo. Ornstein trouve l'idée excellente et c'est lors du voyage de retour à la maison en voiture que se partagent Lennon et Lester, que le réalisateur décide que ce titre fera l'affaire. Le lendemain, Lennon a la chanson en main, presque terminée. Finalisée avec un peu d'aide de Paul McCartney, l'enregistrement se fait le 16 avril.

### Enregistrement
La session d'enregistrement a lieu le 16 avril 1964 à Abbey Road. Il faut moins de trois heures aux Beatles pour enregistrer le titre et son fameux accord d'introduction en sélectionnant finalement la 9e prise dite d'« accompagnement » (backing track) pour y ajouter les overdubs et procéder au mixage définitif. 
George Harrison éprouve des difficultés à exécuter le chorus de guitare (comprenant une phrase très rapide) qui constitue la partie instrumentale de la chanson sur le riff du couplet. Finalement, il l'enregistre à part, en compagnie de George Martin qui joue à ses côtés les mêmes notes au piano, la bande étant considérablement ralentie pour leur permettre de le « passer » plus facilement. Autres overdubs : des bongos sur tout le morceau et une cloche battant la mesure sur le pont en si joués par Ringo Starr, doublage de leurs parties vocales par John et Paul, guitare acoustique supplémentaire de John et enfin une idée pour le final. Pour répondre aux demandes de Richard Lester, le réalisateur du film, présent en studio, George Harrison prend sa nouvelle Rickenbacker à 12 cordes et enregistre en vitesse ces arpèges qui se trouvent à la fin du morceau. Cette guitare apportera beaucoup au son du groupe par la suite.

### Parutions
La chanson thème du film est un grand succès. Elle est en ouverture des versions anglaise et américaine de sa trame sonore et paraît en 45 tours dans ces deux pays. On la retrouvera sur toutes les compilations des meilleurs succès publiées par le groupe. On l'entend aussi sur la compilation Reel Music et la première prise est incluse dans Anthology 1. L'accord d'introduction est entendu sur le disque Love édité dans la chanson Get Back. 
Enregistrée à deux reprises dans les studios de la BBC, on retrouve, sur la compilation Live at the BBC, la version enregistrée le 14 juillet 1964, pour une diffusion deux jours plus tard à la première émission de Top Gear.  Le solo de piano, joué par George Martin, qui débute vers 1:20, a été pris directement de la version de l'album.
Jouée lors des trois spectacles enregistrés au Hollywood Bowl en août 1964 et 1965, la prestation du 30 août 1965 apparaît sur The Beatles at the Hollywood Bowl, publié en 1977 et remastérisé en 2016.
Une version orchestrale, produite, arrangée et dirigée par George Martin, utilisée comme musique d'ambiance au film, sera aussi incluse sur l'album américain publié en 1964 par le label United Artists Records. Cet instrumental sera aussi sorti en 45 tours au Royaume-Uni et ailleurs, couplé à I Should Have Known Better. De plus, une version produite par Ken Thorne et jouée avec des instruments indiens intitulée Another Hard Day's Night est entendue dans le film et sur la trame sonore américaine Help! l'année suivante. Cette piste est en fait un pot-pourri qui inclut aussi les titres Can't Buy Me Love et I Should Have Known Better.

#### Publication en France
La chanson arrive en France en septembre 1964 sur la face A d'un 45 tours EP (« super 45 tours ») titré 4 Garçons dans le vent - Chansons du film ; elle est accompagnée  de I Should Have Known Better. Sur la face B figurent Tell Me Why et And I Love Her. La pochette de cette première édition des chansons du film présente une photo du groupe poursuivi par des bobbies, tirée  d'une scène du film.

### Reprises
Voici une liste non exhaustive d'artistes ayant repris A Hard Day's Night :
- Sonny Curtis sur Beatle Hits Flamenco Guitar Style (1964) ;
- Gary McFarland sur Soft Samba (1964) ;
- The Supremes sur A Bit of Liverpool (1964) ;
- Ella Fitzgerald sur Ella in Hamburg (1965) ;
- Count Basie sur Basie's Beatle Bag (1966)	;
- Chet Atkins sur Chet Atkins Picks on the Beatles (1966) ;
- Dionne Warwick sur Soulful (1969) ;
- John Mayall sur Notice to Appear (1975) ;
- Billy Joel sur To Make You Feel My Love (1997) ;
- Sugar Minott sous le titre All Day Night ;
- Frank Alamo sous le titre Je me bats pour gagner ;
- Laurent Voulzy en a repris un passage dans son medley Rockollection ;
- Naya Rivera et Lea Michele dans la saison 5 de Glee sur l' épisode 2 consacré au Beatles (2013).

En 1965, une reprise insolite effectuée par Peter Sellers pour l'émission télévisée The Music of Lennon & McCartney (en), déclamant le texte dans le style de Laurence Olivier jouant le soliloque de Richard III, a atteint le 14e position des UK Singles Chart.

## Structure musicale
La chanson se distingue d'emblée par son intro, un accord de sol augmenté d'une quarte et d'une septième, puissamment plaqué par les guitares de John Lennon et George Harrison (12 cordes), accompagnés par un accord de trois notes de piano (ré-sol-ré) joué par George Martin, un ré aigu sorti de la basse Höfner de Paul McCartney et un coup simultané de caisse claire et de cymbale donné par Ringo Starr. George Martin, le producteur, explique : « Nous savions que cette chanson ouvrirait le film et l'album. Il nous fallait donc un démarrage particulièrement fort et efficace. Cet accord strident de guitares constituait le lancement idéal ».
Les couplets sont chantés par John Lennon sur la boucle d'accords suivants : « It's been a hard (sol) day's (do) night (sol), and I've been working (fa) like a dog (sol) », deux fois, « But when I get home to you (do) I'll find the things that you do (ré) wil make me feel (sol) al (do) right (sol).  Paul McCartney chante le pont en raison de son registre vocal plus étendu dans les aigus sans passer en voix de tête : « When I'm home (si), everything seems to be (mi) right (si), When I'm home (sol), feeling you holding me (mi) tight (do), tight (ré) ». Après le premier pont, vient la partie instrumentale et le chorus guitare-piano joué par les deux George. 
La chanson se termine sur un ré après un dernier couplet et sur les arpèges joués sur sa 12-cordes par George Harrison.

## Fiche technique

### Interprètes
- Paul McCartney : guitare basse, chant
- John Lennon : guitare acoustique, chant
- George Harrison : guitares électriques (à six et douze cordes)
- Ringo Starr : batterie, bongos
- George Martin : piano

### Équipe de production
- George Martin : producteur
- Norman Smith : ingénieur du son